# Odontophorus speciosus
La quaglia boschereccia pettorossiccio o colino pettorosso (Odontophorus speciosus Tschudi, 1843), è un uccello della famiglia Odontophoridae diffuso in Sudamerica.

## Tassonomia
Questa specie è suddivisa in tre sottospecie
- Odontophorus speciosus speciosus - Tschudi, 1843
- Odontophorus speciosus soderstromii - Lönnberg e Rendahl, 1922
- Odontophorus speciosus loricatus - Todd, 1932